# Gebirgstruppen (Schweiz)

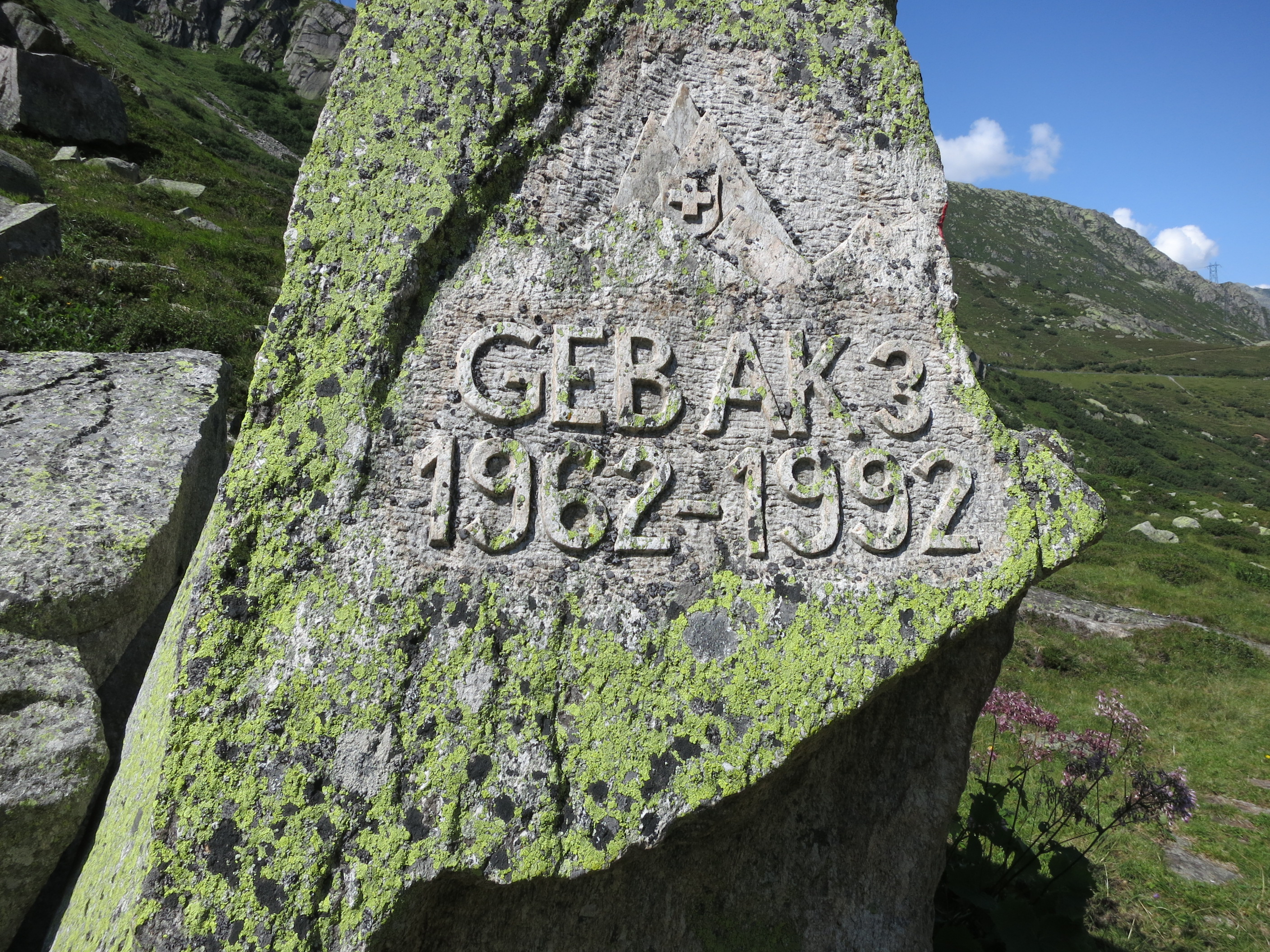
Gedenkstein für das Gebirgsarmeekorps 3 am Gotthardsaumweg

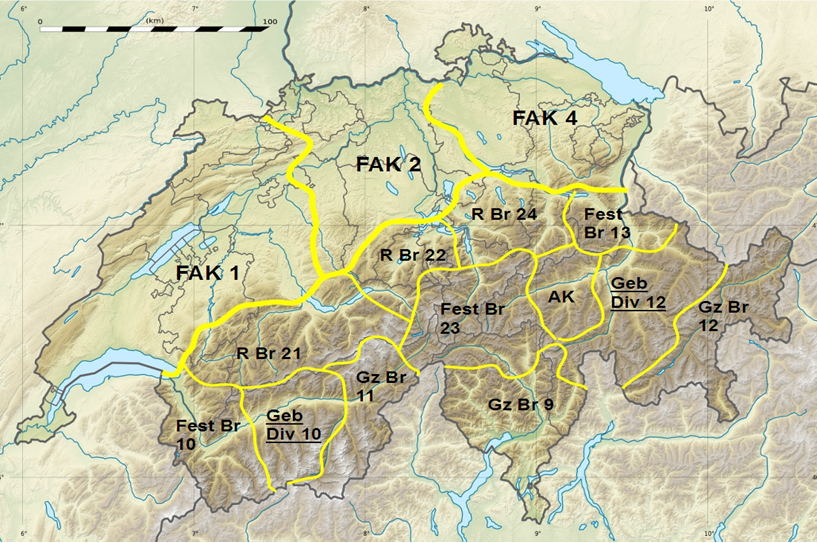
Gebirgsarmeekorps 3 (1992)

Die Gebirgstruppen der Schweizer Armee waren hauptsächlich im 3. Armeekorps zusammengefasst, das mehrheitlich im Alpenraum eingesetzt wurde und speziell für den Kampf in schwierigem Gelände und unter ungünstigen klimatischen Bedingungen ausgebildet und ausgerüstet war. Als Entstehungsjahr gilt einerseits die Bildung des 3. Armeekorps im Jahre 1892 und andererseits das Jahr 1962 mit der Reorganisation und Umbenennung in Gebirgsarmeekorps 3 (Geb AK 3).

## Vorgeschichte und Vorläufer
Ihre Lage als Durchgangsland für den Nord-Süd-Verkehr in der Mitte Europas gibt der Schweiz seit dem Spätmittelalter ihre geopolitische Bedeutung als alpiner Pass- und Transitstaat. Die drei Eingangspforten des Alpenraumes sind die Talsperren von St. Maurice und Martigny an der Rhone für die Walliser Alpen, der Engpass von Sargans am Rhein für die Bündner Pässe und das Tal von Uri an der Reuss für den Gotthardpass.
Gebirgszüge spielten schon früh eine entscheidende strategische Rolle bei militärischen Siegen. Die Schlachten an der Calven und bei Frastanz wurden im Schwabenkrieg von 1499 durch Umgehungen über Gebirgszüge entschieden. Machiavelli meinte um 1500, dass die Schweizer so frei seien, weil sie so gut gerüstet seien. Im Dreissigjährigen Krieg führte Herzog Rohan seine Truppen mit Gebirgsoperationen in Graubünden und im Veltlin zu mehreren Siegen. Im Zweiten Koalitionskrieg fanden 1798/99 in den Schweizer Alpen Gebirgsfeldzüge der Franzosen, Österreicher und Russen statt. Helvetische Manöverübungen gab es bereits im 19. Jahrhundert im Gebirge, obwohl noch keine Unterscheidung in Feld- und Gebirgstruppen existierte.
Das III. Armeekorps, das spätere Gebirgsarmeekorps, wurde am 1. Januar 1892 mit Hermann Bleuler als erstem Kommandanten gebildet. In diese Zeit fiel auch der Bau der Festungen St. Gotthard und St-Maurice.

## Entstehung der Gebirgstruppen und Erster Weltkrieg
Der entscheidende Anstoss zur Schaffung eigentlicher Gebirgstruppen war die Bildung von Gebirgstruppen in den Nachbarländern Italien (Alpini), Frankreich (Chasseurs alpins) und Österreich. Generalstabschef Theophil Sprecher von Bernegg verhalf der Gebirgstruppenidee zum Durchbruch.
Mit der Truppenordnung 1911 (TO 11) wurden erstmals die vier Gebirgsbrigaden 3 (1. Div, Sitten), 9 (3. Div, Thun), 15 (5. Div, Bellinzona) und 18 (6. Div, Chur) mit insgesamt 21 Bataillonen geschaffen. Für von Sprecher war das ein Minimum. Seiner Meinung nach sollte ein Gebirgsland wie die Schweiz die ganze Armee gebirgsmässig ausrüsten und ausbilden, was damals aus Kostengründen nicht möglich war.
Die Gebirgsbrigaden wurden den Felddivisionen 1 (Lausanne), 3 (Bern), 5 (Zürich) und 6 (Chur) zugeteilt und in den Gebirgsgegenden des Wallis/Waadt (Br 3), Berneroberlandes (Br 9), der Innerschweiz/Tessin (Br 15) und Graubündens (Br 18) stationiert. Das hatte den Vorteil, dass die Felddivisionen bei einem allfälligen Einsatz im Gebirge bereits gebirgsmässig ausgebildete und ausgerüstete Truppenkörper besassen, die für schwierige Umgehungen von Engpässen und Sperrstellungen hätten eingesetzt werden können. Neben den Gebirgsbrigaden waren auch die Besatzungen der Festungen Gotthard (Fort Hospiz, Forte Airolo, Festung Motto Bartola, Fort Bäzberg, Fort Bühl, Fort Stöckli) und St. Maurice (Savatan, Dailly, Fort du Scex) gebirgsmässig ausgebildet. Die Festungssoldaten im Landwehr-Alter wurden aus den neu aufgestellten Gebirgstruppen rekrutiert. Den Gebirgsbrigaden wurden bis zu drei Gebirgsartilleriebatterien als Spezialtruppen zugeteilt.
Ein Gebirgsinfanteriebataillon mit Auszugssoldaten bestand aus vier Gebirgsinfanteriekompanien mit 982 Mann, 68 Saumtieren, 20–40 Zugpferden, 10–20 Fuhrwerken. Die Gebirgsmitrailleurkompanie besass 4–8 Maschinengewehre. Die Gebirgsartilleriebatterie hatte 206 Mann, 98 Saumtiere, 4 Zugpferde, 2 Fuhrwerke, 4 Geschütze Kaliber 7,5 cm. Die Gebirgsausrüstung wurde im Aktivdienst mit 46 Gebirgsküchenfourgons, 6500 Paar Ski, 1100 Eispickel, 1500 Zelteinheiten, 1500 Schneebrillen erweitert. Die Festungen erhielten zusätzlich Scheinwerfer, Telefonausrüstungen, 270 Paar Schneereifen, 4000 Schneebrillen, 850 Zelteinheiten und 1700 Wolldecken. Die Soldaten der ganzen Armee erhielten eine Winterausrüstung mit 270'000 Paar Wadenbinden, 325'000 Paar Handschuhe und 200'000 Ohrenkappen.
Im September 1912 besuchte der deutsche Kaiser das Herbstmanöver des 3. Armeekorps (Kaisermanöver) im Toggenburg. Er kam mit seinem Generalstabschef Moltke zum Schluss, dass die Schweizer Armee in der Lage wäre, einen Durchmarsch fremder Truppen als Umgehungsangriff in den süddeutschen Raum verhindern zu können.
Die neu geschaffenen Gebirgsbrigaden hatten sich während des Aktivdienstes/Grenzbesetzung 1914–1918 bewährt.

Skipatrouille
Verwundetentransport am Theodulpass
Maultierkolonne am Depotplatz
Gebirgsartillerie
Beobachtungsposten
Beobachtungsposten Südgrenze
Mitrailleure mit Maschinengewehr
Gebirgsinfanterie in Stellung
Saurer-Lastwagen auf der Gotthardstrasse

## Zwischenkriegszeit
Das Bevölkerungswachstum in den 1920er-Jahren führte zu wachsenden Truppenbeständen bei der Milizarmee und löste die Truppenordnung 1925 (TO 25) aus. Die TO 25 führte zu einer Stärkung der Gebirgstruppen (jedes Gebirgsinfanteriebataillon bestand nun aus drei Gebirgsinfanteriekompanien und einer Gebirgsmitrailleurkompanie, das leichte Maschinengewehr wurde eingeführt) und zur Bildung der neuen Gebirgsinfanteriebrigade 10, die der 4. Division (Luzern) unterstellt wurde. Erstmals wurde auch die freiwillige ausserdienstliche Gebirgsausbildung (Skikurse, Militärpatrouillenlauf des Schweizerischen Skiverbandes) geregelt. Die 1909 erlassene Verordnung über den freiwilligen Militärischen Vorunterricht für Jugendliche wurde 1928 durch die Vorunterrichtverordnung ausgebaut. Sie förderte Angebote verschiedener privatrechtlicher Organisationen, wie zum Beispiel der turnerische Vorunterricht des Eidgenössischen Turnvereins und der bewaffnete Vorunterricht der Schweizerischen Offiziersgesellschaft.

Offizierspatrouille beim Surettagletscher
Klettern am Felsenkamm
Zielankunft Patrouillenlauf
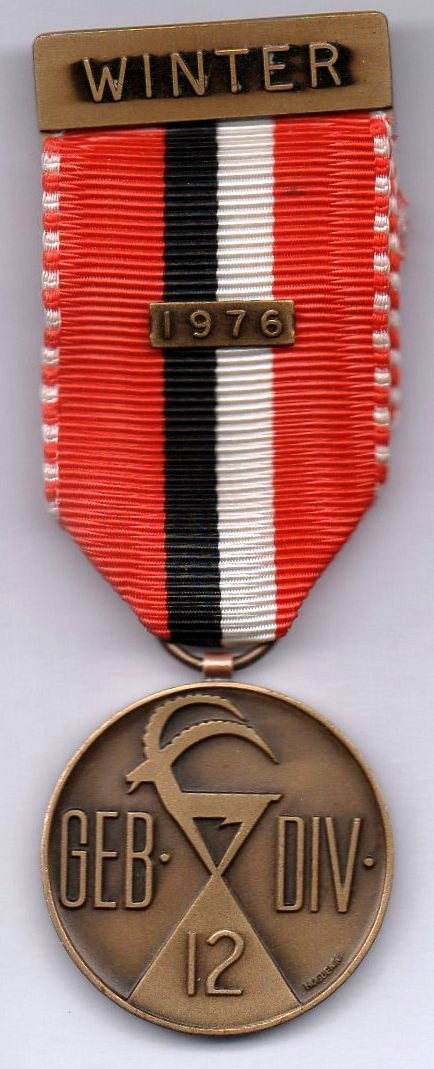
Freiwilliger Winter-Divisionswettkampf der Gebirgsdivision 12, 1976 in Flims

Die allgemeine Aufrüstung in Europa führte zur Truppenorganisation von 1938 (TO 38) und brachte eine weitere Verlängerung der Ausbildungszeiten und einen veränderten Aufbau. Die vom Schweizervolk im Krisenjahr 1936 weit überzeichnete Wehranleihe brachte das dringend benötigte Geld und eine breite politische Unterstützung. Umgeben von feindlichen Diktaturen suchte die Milizarmee des Alpenlandes Schweiz eine Möglichkeit, sich auch einer Übermacht zu erwehren. Um den Vorteil des Geländes besser nutzen zu können, wurden mit der TO 38 die Gebirgstruppen stark vermehrt. Es wurden drei vollständige Gebirgsheereseinheiten (Gebirgsdivisionen 3, 8, 9) sowie drei selbständige Gebirgsbrigaden (10, 11, 12) geschaffen. Weiter investierte die Schweiz stark in permanente Befestigungsanlagen, vor allem im Gebirge.
Die Bewaffnung wurde 1931 mit dem neuen Karabiner, 1933 mit dem Minenwerfer 8,1 cm, 1935 mit der schweren Artilleriekanone 10,5 cm, 1936 mit den ersten Panzerabwehrgeschützen (Infanteriekanone 4,7 cm) und ersten Fliegerabwehrgeschützen Kaliber 20 und 75 mm allgemein massiv verstärkt. Mit dieser neuen Organisation und Gliederung rückten die Gebirgstruppen am 2. September 1939 (Generalmobilmachung) zum Aktivdienst des Zweiten Weltkriegs ein.

## Zweiter Weltkrieg und Gebirgskriegseinführung
Der Westfeldzug stellte die Landesverteidigung plötzlich vor eine vollkommen veränderte Lage. Wegen der Fortschritte der deutschen Operationen in Frankreich musste die gegen Nord/Nordost orientierte Armeestellung (Limmatstellung) nach Westen (Plan West A, Operationsbefehl Nr. 10) verlängert werden: Mitte Juni 1940 wurde behelfsmässig das sogenannte «Mittelland-Reduit» bezogen, das von der Festung Sargans bis an den Genfersee führte. Nach dem Eintritt Italiens in den Krieg (10. Juni 1940) war die Schweiz von einer einzigen kriegführenden Mächtegruppe vollständig umschlossen. Die Rundum-Bedrohung durch zahlenmässig und materiell weit überlegene Gegner erforderte eine Verkürzung der Front durch Zusammenfassung und Konzentration der Hauptkräfte der Armee im Voralpen- und Alpenraum, der sich zur Verteidigung gegen überlegene Waffen aus allen Richtungen eignete.
Die mit der TO 38 erfolgte Ausrichtung der Armee auf einen möglichen Einsatz im Gebirge bewährte sich bei der von Henri Guisan im Juli 1940 angeordneten neuen Verteidigungsstrategie im Schweizer Réduit, die im Wesentlichen als Gebirgskrieg mit den drei Festungsschwerpunkten St-Maurice, Gotthard und Sargans hätte geführt werden müssen.
Sofort nach dem Bezug des Reduits begann ein intensiver Ausbau dieser Gebirgsstellung für die Kampfführung der Armee und um der Truppe und der dort lebenden Zivilbevölkerung (500.000 Personen) in der ressourcenarmen Gegend das Leben zu ermöglichen. Es wurde ein umfangreiches Netz von taktischen, verkehrstechnischen und materiellen Zerstörungsstellen angelegt (Dissuasionswirkung). Zum Ausbau der Infrastrukturen gehörte auch der Bau von Reduitflugplätzen für die Luftwaffe.
Die Ausbildung für die Kampfführung im gebirgigen Reduit erfolgte besonders für die bisher im Mittelland operierenden Verbände. Es wurden grössere Gebirgsmanöver und zahlreiche Gebirgskurse und Gebirgswettkämpfe (Divisionsmeisterschaften) aller Art durchgeführt. 1943 wurde von der Schweizer Armee erstmals die Patrouille des Glaciers organisiert. 1941 hatte der Bund eine neue Verordnung über den freiwilligen Militärischen Vorunterricht für Jugendliche erlassen, die ihm die Kompetenz zur Leiterausbildung übertrug. Die neu geschaffene Zentralstelle für Vorunterricht, Turn-, Sport- und Schiesswesen eröffnete 1942 das Ausbildungszentrum in Magglingen und gründete 1944 die Eidgenössische Turn- und Sportschule. Bis 1971 wurden über 50'000 Vorunterrichtsleiter ausgebildet. Der freiwillige Vorunterricht umfasste auch Winter- und Sommerlager und Kurse im Gebirge. 1972 wurde der Vorunterricht von Jugend + Sport (J+S) abgelöst.
Während des Zweiten Weltkriegs wurde aus Ad-hoc-Divisionen ein viertes Armeekorps gebildet. Alle vier Armeekorps verfügten über Gebirgstruppen unterschiedlicher Stärke. Die grossen Gebirgsverbände verfügten über Gebirgsinfanterie, -artillerie, -sappeure, -telegraphisten, -funker sowie Gebirgssanität.

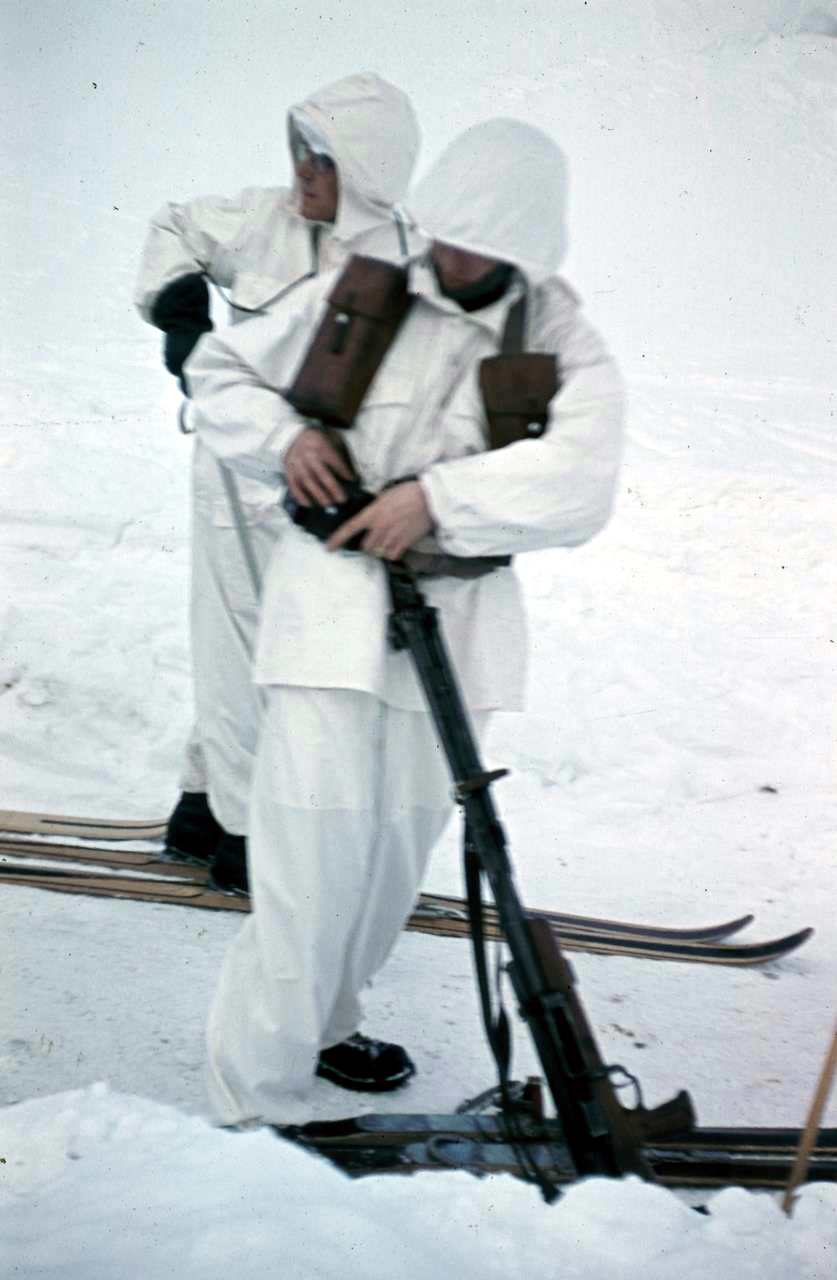
Skipatrouille mit Tarnanzug
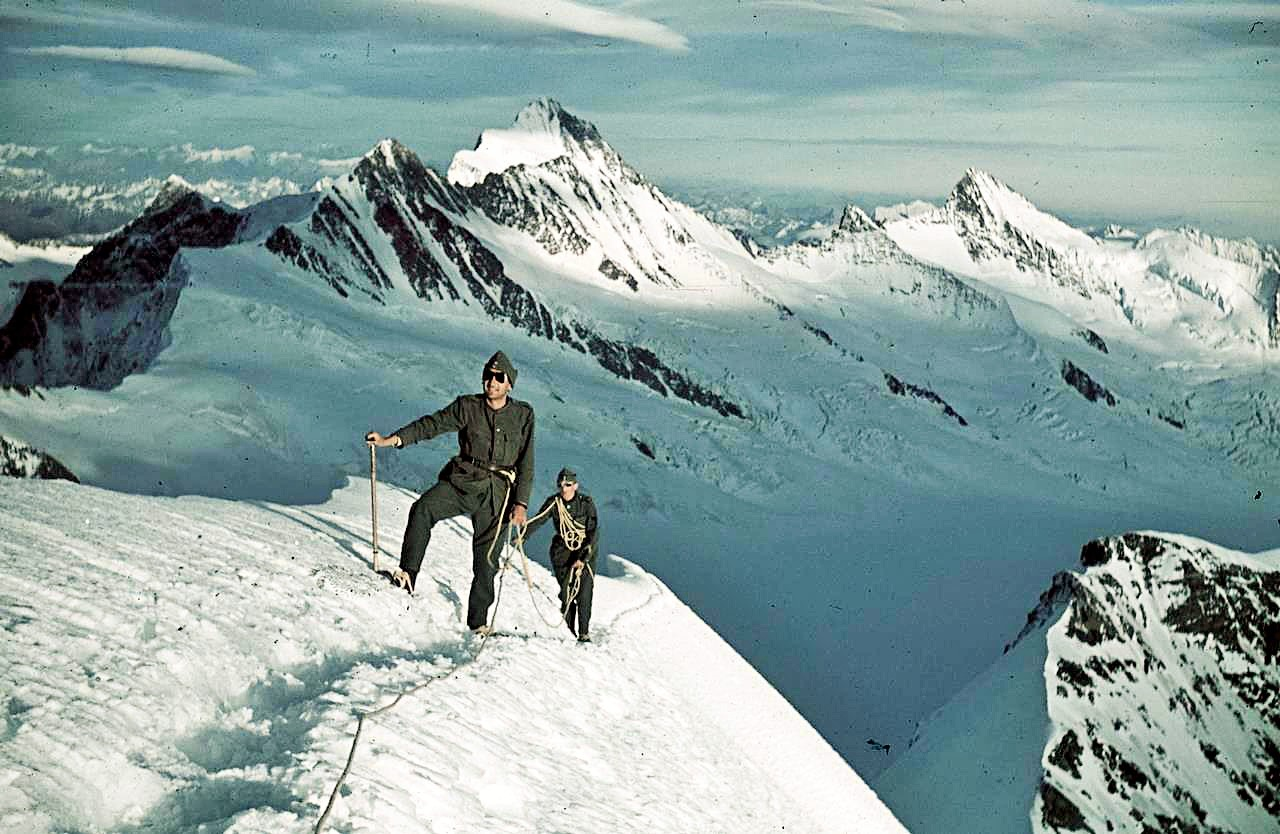
Mönchsgipfelgrat
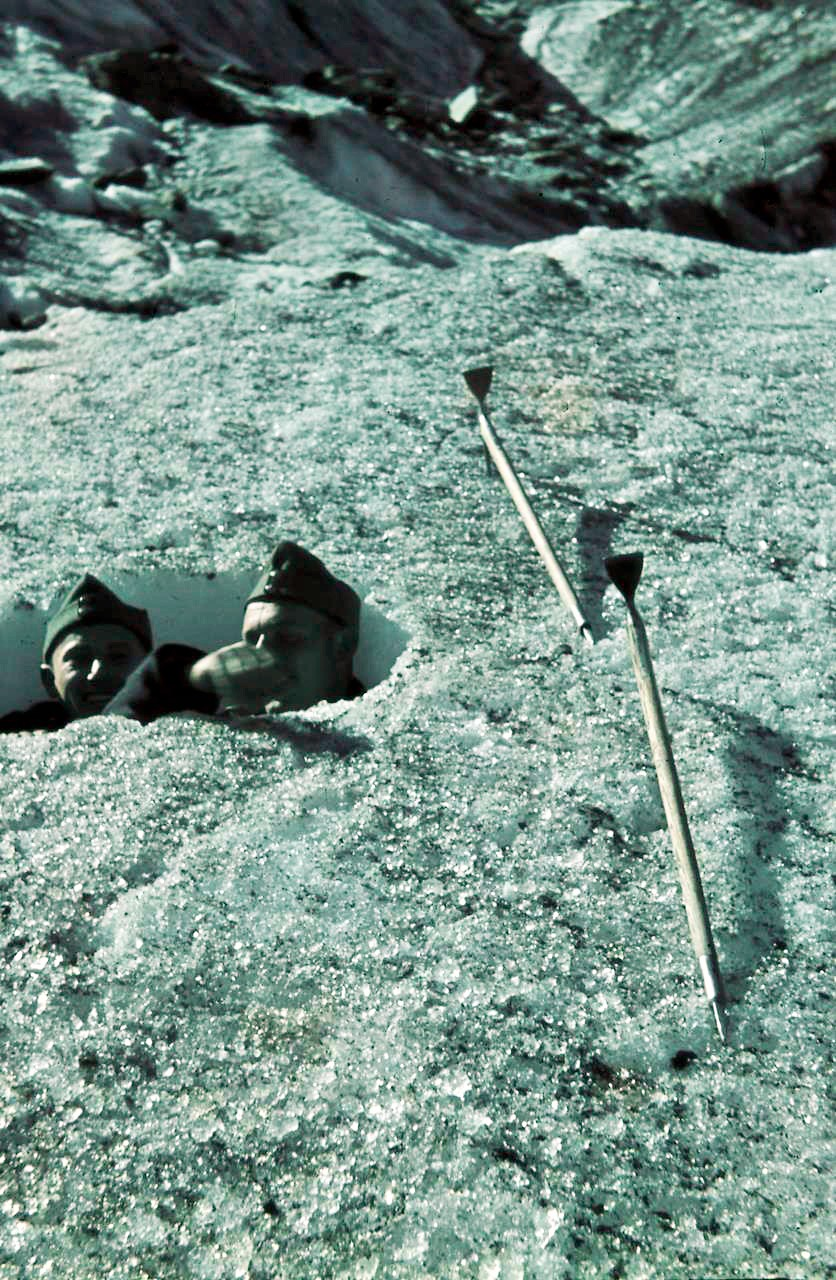
Hochgebirgsausbildung Feegletscher
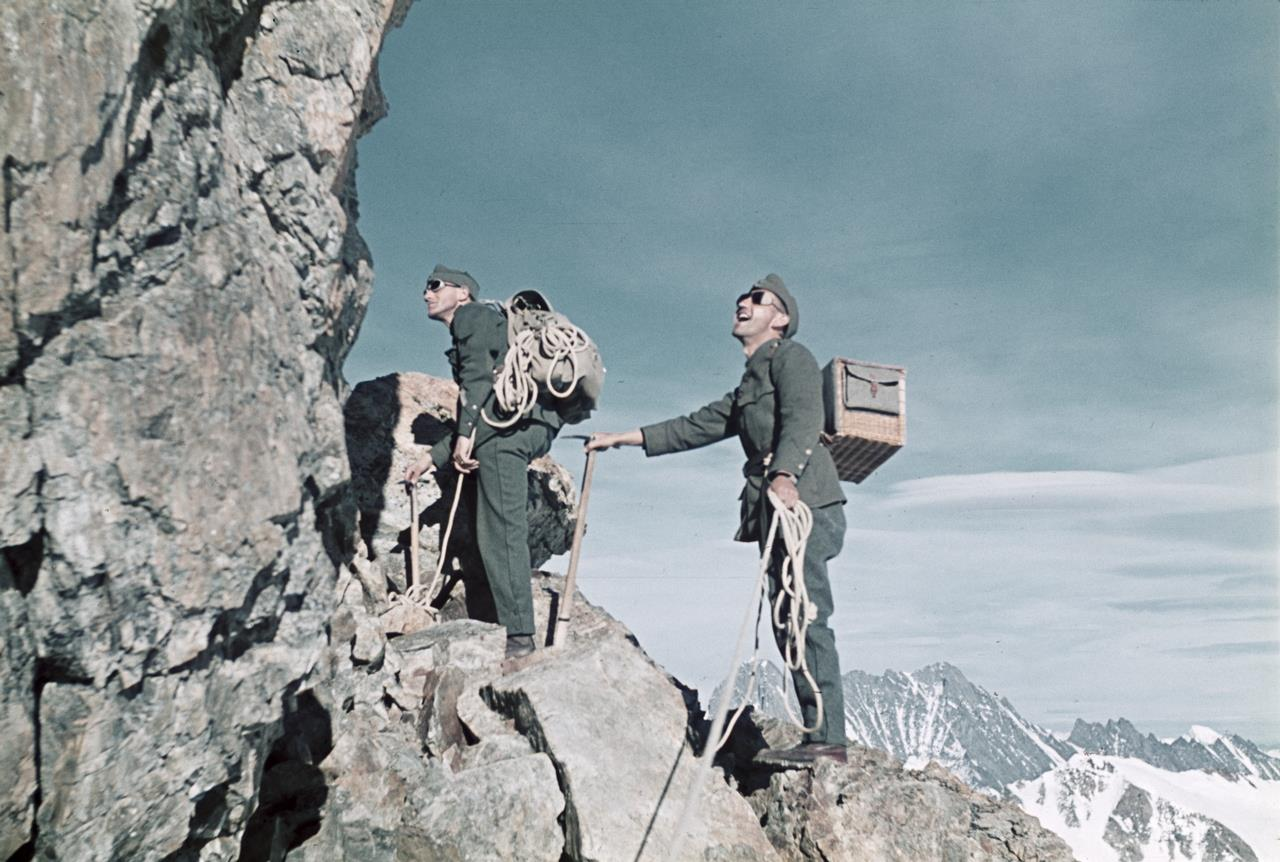
Brieftaubenpatrouille im Gebirge
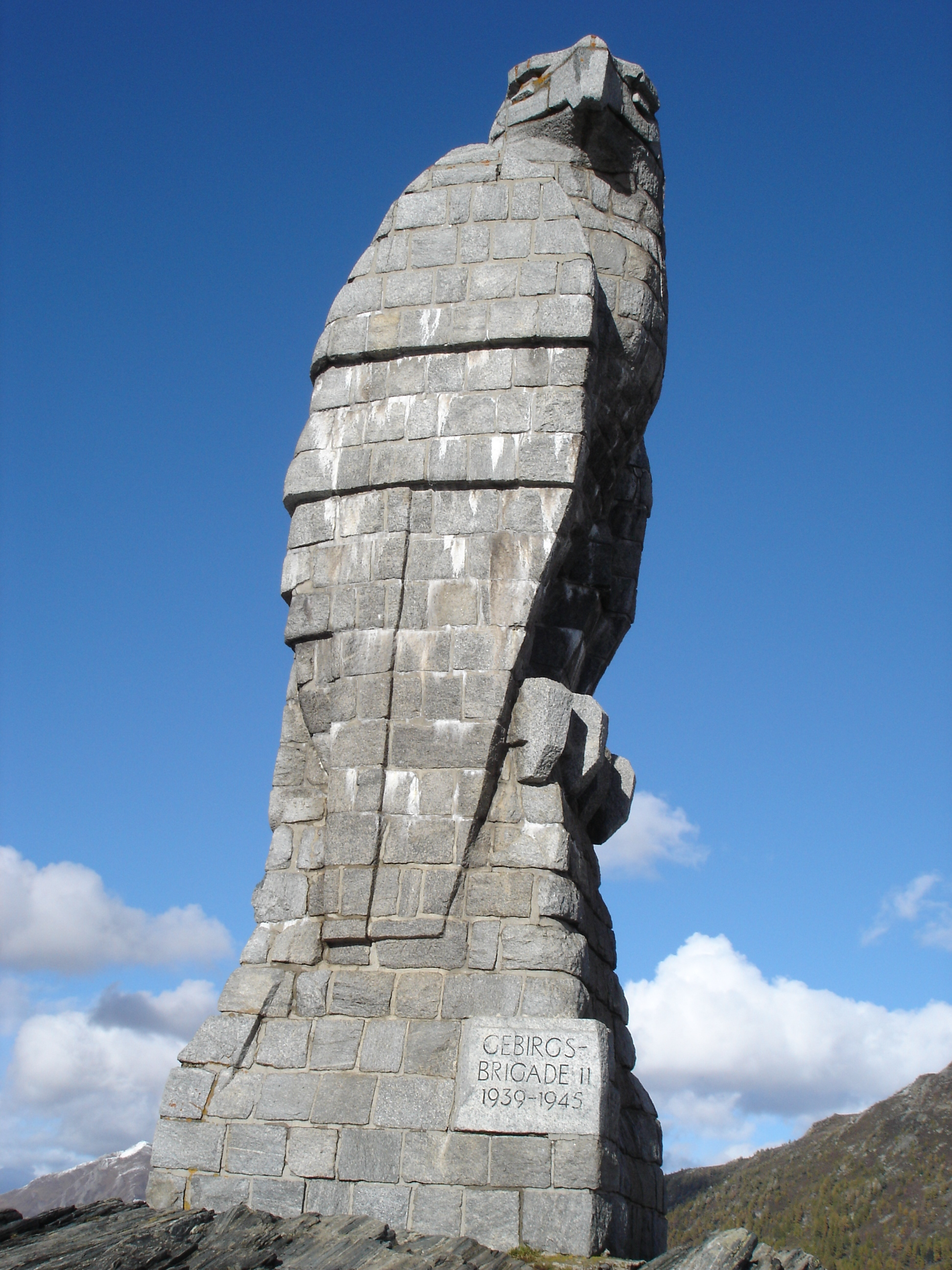
Steinadler der Gebirgsbrigade 11 auf dem Simplonpass

## Nachkriegszeit – Gebirgsarmeekorps 3
Die Truppenorganisation von 1961 («Armee 61») schuf neue Heereseinheiten, die den Einsatzräumen angepasst waren (Grenzdivisionen, Felddivisionen, Mechanisierte Divisionen, Gebirgsdivisionen, Grenzbrigaden, Festungsbrigaden, Reduitbrigaden). Die Botschaft des Bundesrates begann mit dem Zitat des Völkerrechtlers von der Heydte: So grotesk es klingt: Im Grunde ist der „ewig“ neutrale Staat der einzige Staat, dem das Völkerrecht eine Abrüstung untersagt. Das per Januar 1962 neu gebildete Gebirgsarmeekorps (Geb AK 3) reichte gebietsmässig von St-Maurice bis Sargans und vom Tessin bis Samnaun und umfasste 15 Kantone und alle Landessprachen. Die drei Feldarmeekorps und das Gebirgsarmeekorps bestanden aus je drei Divisionen. Das Gebirgsarmeekorps wurde aus den Truppen des Armeekorps, den Gebirgsdivisionen (9, 10, 12), Grenzbrigaden (9, 11, 12), Festungsbrigaden (10, 13, 23), Reduitbrigaden (21, 22, 24) und Territorialbrigaden (9, 10, 12) gebildet. Die Infanterie der grossen Gebirgsverbände wurde durch Gebirgsartillerie, -sappeure, -telefonisten, -funker, Trainkolonnen sowie Gebirgssanität unterstützt.
Im neu geschaffenen Gebirgsarmeekorps wurde die Ausbildung im grossen Verband an die Hand genommen. Im September 1962 standen sich die Gebirgsdivisionen 10 und 12 in Manövern gegenüber und 1966 führten alle drei Gebirgsdivisionen die bisher grössten Militärmanöver der Schweizer Militärgeschichte mit rund 45.000 Wehrmännern durch, die von grossen Teilen der Flieger- und Flabtruppen unterstützt wurden. Die bisherige obligatorische und freiwillige Gebirgsausbildung wurde weiter gefördert. Am 1. Januar 1967 nahm die Zentrale Gebirgskampfschule Andermatt ihren Betrieb auf.

Marsch im Schneegestöber am Vereina, 1954
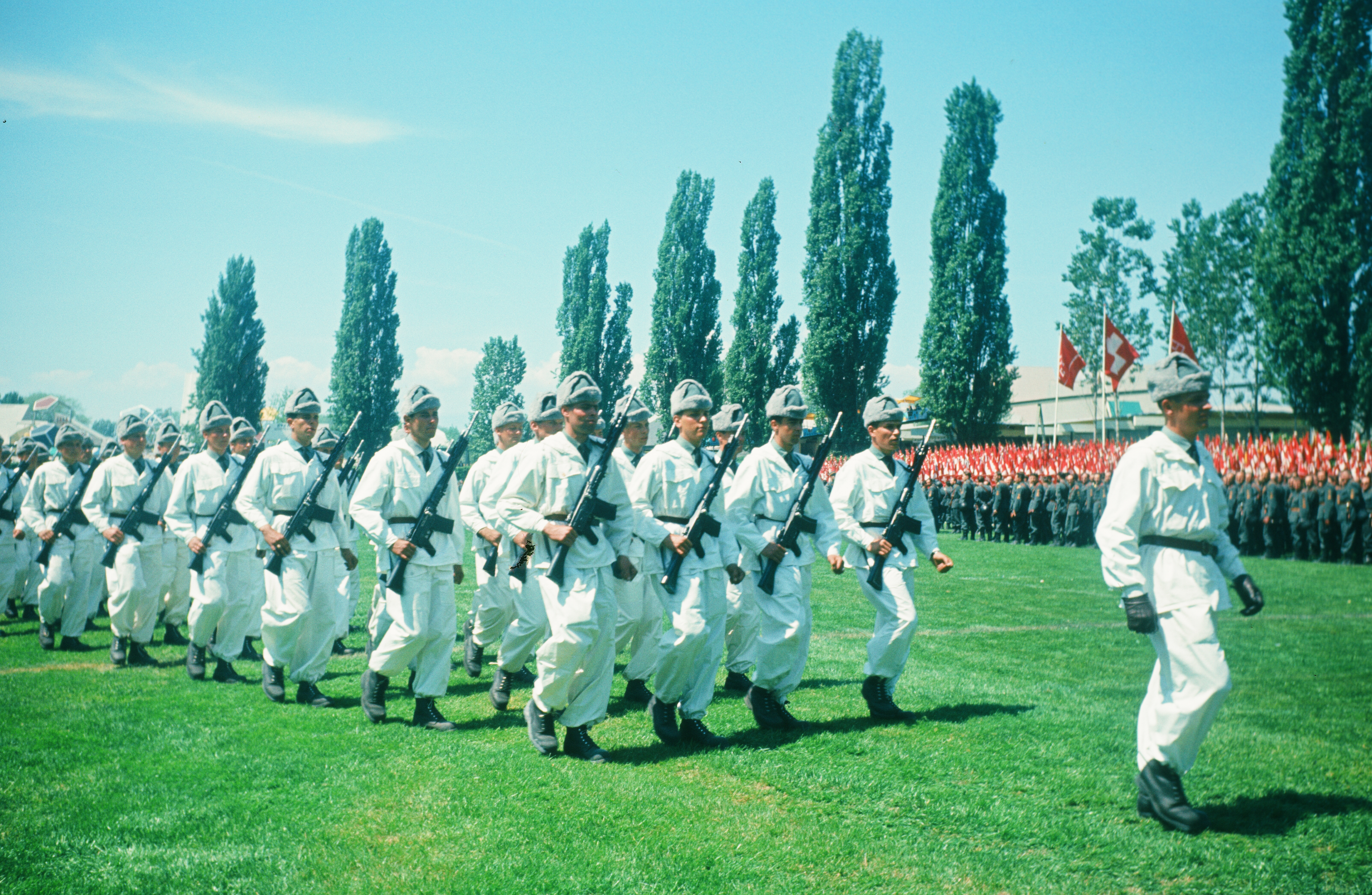
Alpine Kompagnie im Abmarsch, Expo 64
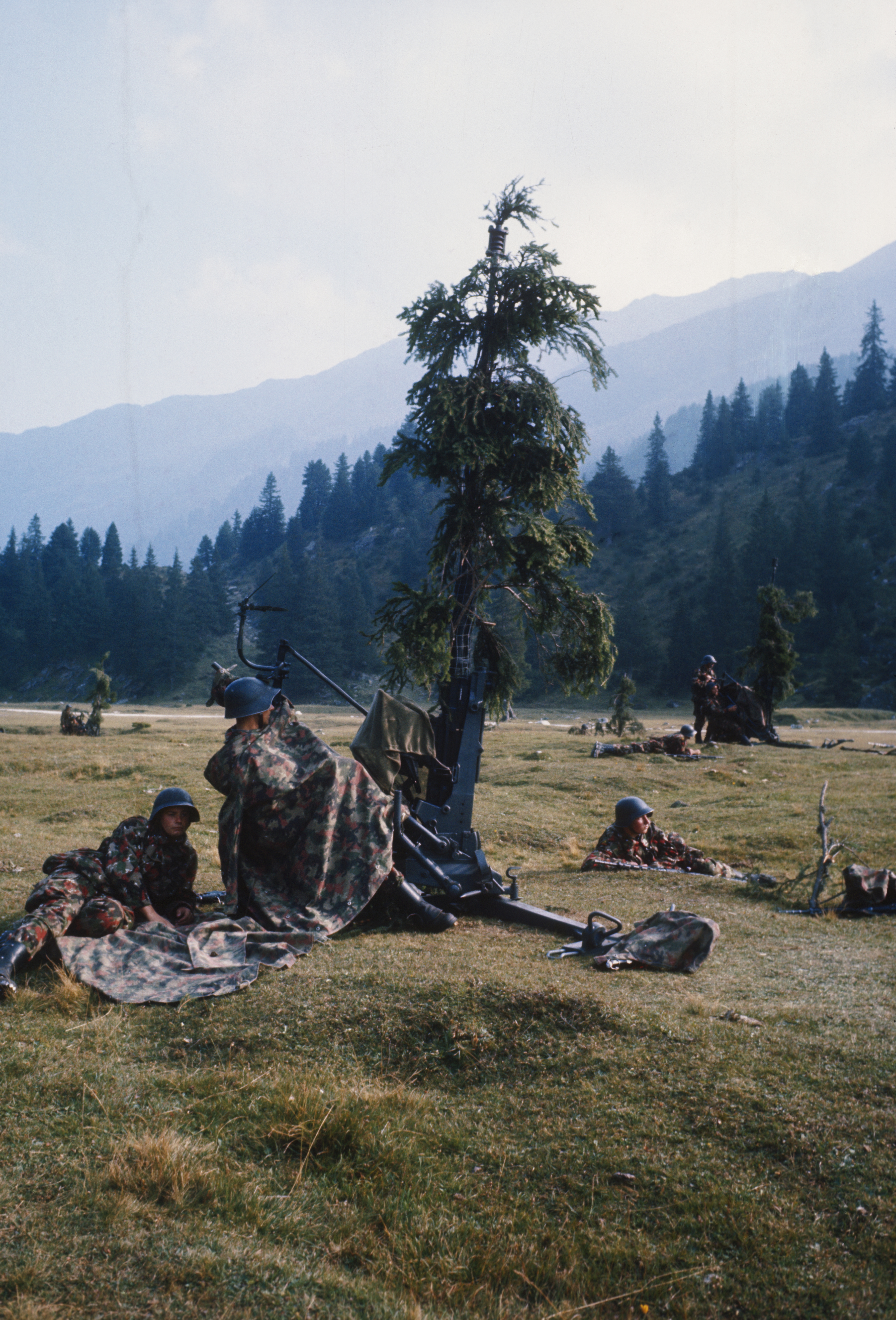
20 mm Flab Kanonen 54, Gebirgsmanöver Geb AK 3 1966
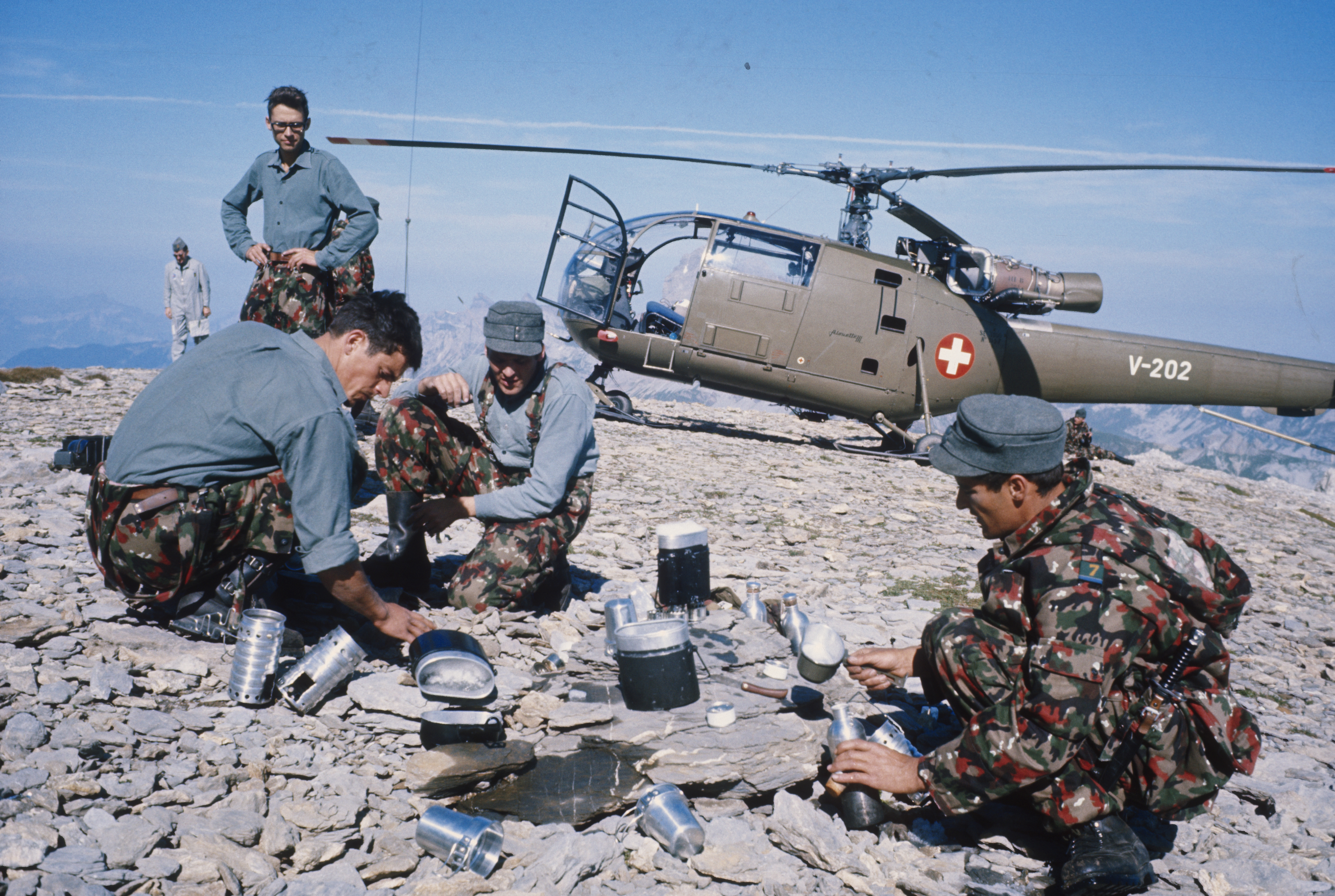
Gebirgsmanöver Geb AK 3 1966
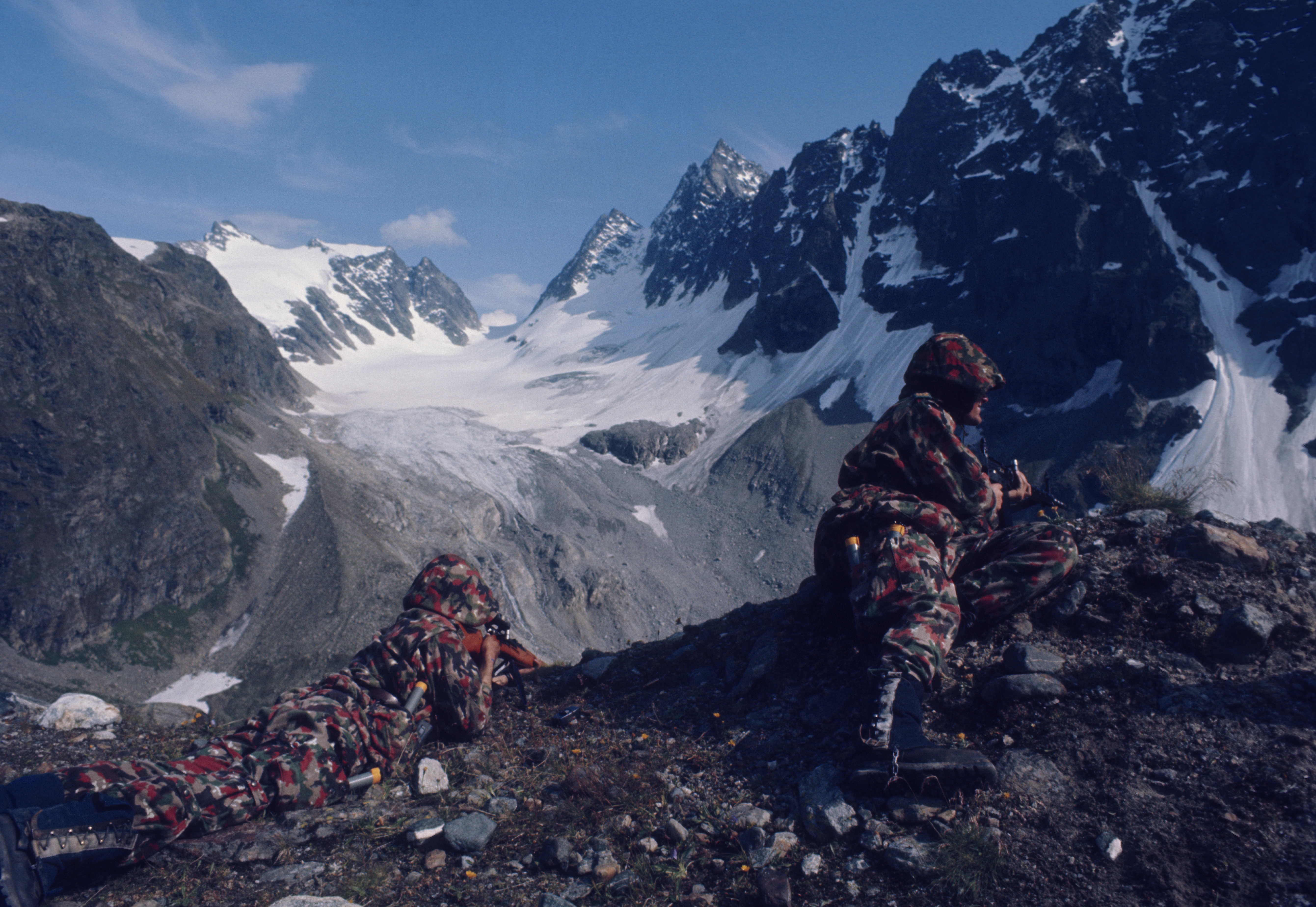
Gebirgsmanöver Geb AK 3 1966
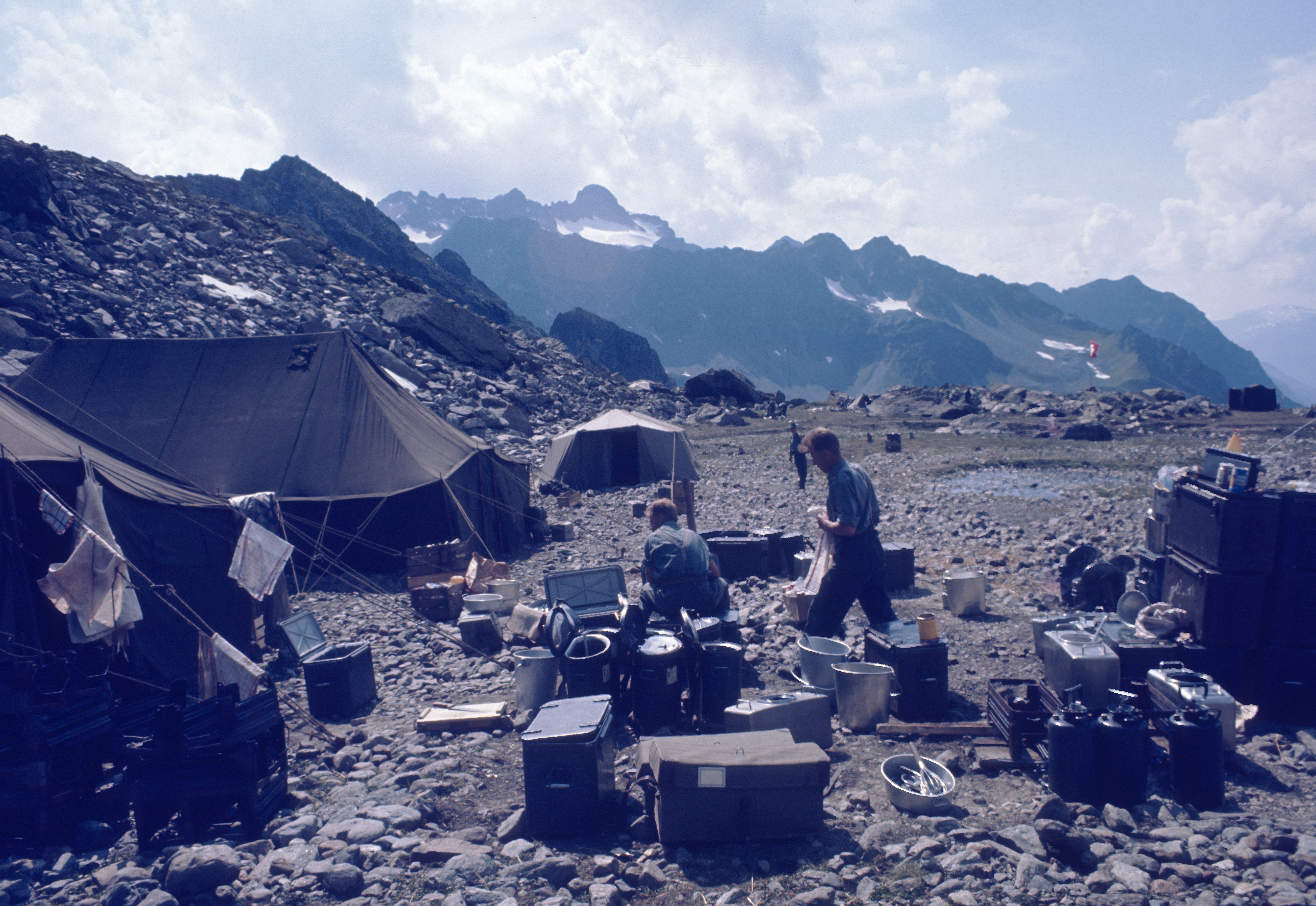
Sommer-Hochgebirgskurs, 1968
Auf Piz Roseg, 1972
Abstieg vom Piz Roseg, 1972
Schneebiwak bei der Tschiervahütte, 1972
Gebirgs-WK bei der Tschiervahütte, 1972
Train-Kolonne bei der Tschiervahütte, 1972
Auf dem Weg zum Piz Palü, 1972
Auf dem Weg zum Piz Palü, 1972

### Bestandesmässige Entwicklung der Gebirgstruppen
Der Vergleich der Zahl der Füsilierbataillone zu jenen der Gebirgsfüsilierbataillone
zeigt die Entwicklung der Gebirgstruppen seit der Truppenordnung (TO) von 1911. Dabei sind nur die Auszugstruppen der Infanterie berücksichtigt, Panzer, Artillerie und Spezialtruppen fehlen.
| Truppe      | TO 1911 | TO 1925 | TO 1938 | Leitbild 80 |
| ----------- | ------- | ------- | ------- | ----------- |
| Füs Bat     | 84      | 77      | 70      | 75          |
| Geb Füs Bat | 21      | 33      | 50      | 37          |

Die Reform Armee 95 brachte eine starke Reduzierung der Mannstärke, wobei die Gliederung in drei Feldarmeekorps und ein Gebirgsarmeekorps beibehalten wurde. Das Gebirgsarmeekorps büsste ungefähr einen Drittel seines Bestandes ein.

### Kommandanten des Gebirgsarmeekorps 3
- Georg Züblin 1962–1967[16]
- Fritz Wille 1968–1974
- Georg Reichlin 1975–1978[17]
- Enrico Franchini 1979–1983[18]
- Roberto Moccetti 1984–1988[19]
- Adrien Tschumy 1989–1992
- Simon Küchler 1993–1999 (letzter Vertreter der Miliz)
- Beat Fischer 2000–2003

## Armeereformen
Mit der Reform Armee XXI wurde der aktive Truppenbestand von 360.000 auf 120.000 Mann gesenkt und zahlreiche traditionelle Verbände sowie alle Armeekorps (inklusive Gebirgsarmeekorps) und alle Divisionen aufgelöst. Gliederung und Gradstruktur wurden den NATO-Armeen angepasst.
Die Verordnung über die Armeeorganisation (AO) vom 4. Oktober 2002 sah für die verbliebenen Gebirgstruppen der Schweizer Armee folgende Gliederung innerhalb des Heeres vor: drei Gebirgsinfanteriebrigaden, wovon zwei aktive (Geb Inf Br 9 und 10) und eine Reserve-Gebirgsinfanteriebrigade (Geb Inf Br 12). Dazu kamen das Kompetenzzentrum Gebirgsdienst in Andermatt und die Gebirgsspezialisten Abteilung 1.
Die Gebirgsinfanteriebrigaden (Geb Inf Br 9, 10, 12) wurden im Rahmen der Weiterentwicklung der Armee (WEA) aufgelöst.